# Felice Bezzi
Felice Bezzi (* 5. Dezember 1749 in Tolentino; † 16. März 1828 in Pesaro) war ein italienischer römisch-katholischer Geistlicher und Bischof von Pesaro.

## Leben
Als Sohn von Bernardino Bezzi und Smeralda Torricelli entstammte Felice Bezzi einer Familie, die dem Patriziat sowohl von Tolentino als auch von Fabriano angehörte. Er empfing am 8. November 1772 die Priesterweihe und wurde am 8. März 1778 nach fünfjährigem Studium an der Universität Macerata zum Doctor iuris utriusque promoviert.
Felice Bezzi war fünfzehn Jahre lang Generalvikar der Diözese Macerata, danach hatte er dasselbe Amt acht Jahre lang in Fermo unter Bischof Andrea Antonio Silverio Minucci inne. Im Alter von 55 Jahren trat er am 22. August 1805 als Referendar in den Dienst der Kurie und wurde dort vor dem 4. Februar 1815 Konsultor an der Apostolischen Signatur.
Papst Leo XII. ernannte ihn am 24. Mai 1824 zum Bischof von Pesaro. Die Bischofsweihe spendete ihm am 24. Juni desselben Jahres in Rom der Kardinalbischof von Albano, Pietro Francesco Galleffi; Mitkonsekratoren waren Erzbischof Filippo Filonardi und Cesare Nembrini Pironi Gonzaga, Bischof von Ancona e Numana. Felice Bezzi starb vier Jahre später an seinem Bischofssitz.